# Manitoba Act

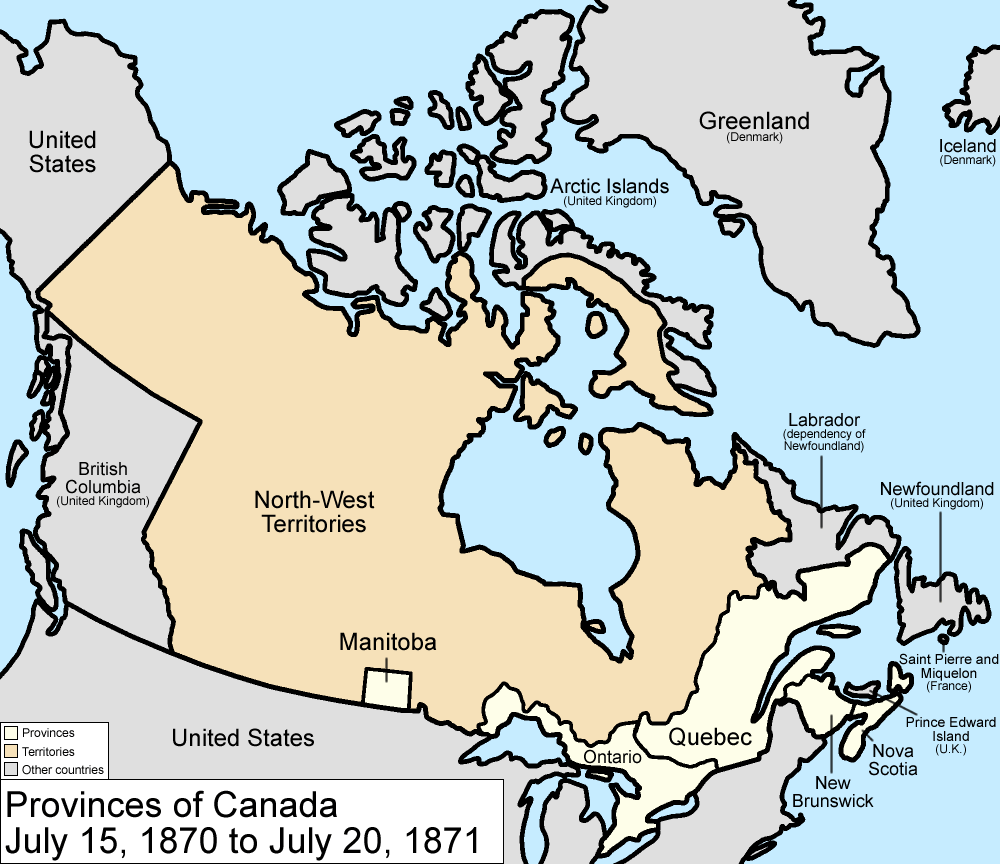
Province del Canada 1870.

Il Manitoba Act (in francese: Loi de 1870 sur le Manitoba) è stato approvato il 12 maggio 1870 dal Parlamento canadese. Quando è entrato in vigore il 15 luglio dello stesso anno, il territorio del Canada è stato notevolmente ampliato e la provincia del Manitoba è stata creata all'interno dell'area di espansione. Il Manitoba Act fa parte della Costituzione del Canada, fino ad oggi.

## Contesto
Il Dominio del Canada, formato nel 1867 dalla provincia del Canada (oggi Ontario e Québec), Nuova Scozia e Nuovo Brunswick, acquistò dalla Compagnia della Baia di Hudson (HBC) nel 1869 le vaste aree conosciute come Territori del Nord-Ovest e Terra di Rupert nelle parti settentrionali e centrali di ciò che è oggi il Canada.
Le nuove aree "appartenevano" al Canada, ma non erano ancora politicamente integrate. Per prepararsi all'integrazione, i topografi furono inviati all'unica grande area di insediamento, la colonia di Red River, che formava l'area intorno all'odierna capitale provinciale del Manitoba, Winnipeg. Ciò ha quindi innescato la ribellione di Red River sotto il Métis Louis Riel tra la popolazione locale, i Métis (discendenti di commercianti di pellicce francesi e britannici e donne indiane) e alcuni coloni presbiteriani scozzesi e tedeschi, poiché temevano per i loro diritti sulla terra.
Di conseguenza, la HBC ha stabilito l'amministrazione provvisoria degli insediamenti dei Red River. Il rilevamento del territorio era stato precedentemente interrotto sulla scia della ribellione. Alla fine del 1869 fu fondato un governo provinciale provvisorio dai Métis, che chiesero l'ammissione al Dominio del Canada, Riel divenne il suo presidente. Seguirono colloqui della nuova amministrazione con gli inviati del Dominio del Canada. Allo stesso tempo, alcuni nuovi coloni anglo-canadesi si ribellarono al governo dei Métis. La maggior parte dei conflitti fu risolto, ma il ribelle razzista Thomas Scott venne giustiziato per motivi legalmente dubbi.
I Métis e gli inviati concordarono finalmente un elenco di richieste per una nuova provincia all'interno del Dominion, e queste sono state presentate da una delegazione nella capitale, Ottawa. La delegazione è stata inizialmente arrestata, ma è stata presto rilasciata e invitata a parlare. L'accordo è stato in gran parte raggiunto sulla nuova provincia del Manitoba, ma la regolamentazione di un'amnistia per i ribelli di Red River, che ora formavano il governo Métis, fu rinviata, non da ultimo a causa dell'esecuzione di Scott.

## Contenuti della legge
- I Territori del Nord-Ovest e la Terra di Rupert diventano parte del Dominio del Canada
- Viene creata la provincia del Manitoba in un'area intorno all'odierna Winnipeg e ne vengono determinati i confini (molto più piccoli dell'attuale Manitoba)
- Viene determinato il numero dei membri del Manitoba al Senato canadese e al Parlamento canadese (Camera dei comuni)
- Viene sancito Il diritto di voto nel Manitoba
- Viene definita la legislatura del Manitoba
- (Upper) Fort Garry, ora un distretto di Winnipeg, è dichiarato capoluogo di provincia
- L'inglese e il francese sono le lingue ufficiali
- Vengono definite le responsabilità per le tasse, l'amministrazione e le infrastrutture
- Viene regolamentato il riconoscimento della proprietà della terra, i Métis vengono assegnati in § 31 5700 km² (1,4 milioni di acri).
- Le restanti aree dei Territori del Nordovest e della Terra di Rupert devono essere co-amministrate dal Governatore del Manitoba sotto il nome di Territori del Nordovest

## Conseguenze
Dopo la fondazione della provincia del Manitoba sulla base del Manitoba Act, Riel è stato più volte eletto per la provincia al parlamento canadese, ma non è mai stato in grado di entrare in carica perché gli è stata sempre negata l'amnistia. per la ribellione di Red River. Neanche i Métis hanno potuto usufruire dei loro nuovi diritti. I loro mezzi di sussistenza erano ugualmente l'agricoltura e la caccia ai bisonti. I bisonti furono quasi spazzati via nel 1870, quindi lasciarono il loro paese e seguirono il resto dell'ovest fino a quella che oggi è la provincia del Saskatchewan. Quando la caccia non fu più redditizia nemmeno lì, chiamarono Riel dal suo esilio negli Stati Uniti, che li portò alla ribellione del nord-ovest nel 1885, che fallì. Riel è stato giustiziato per alto tradimento lo stesso anno.
Nel 1881, la regione del Manitoba, che nel frattempo era stata ridicolizzata come provincia di francobolli, fu notevolmente ampliata da una nuova risoluzione. Raggiunse la sua estensione attuale fino alla Baia di Hudson con la massima espansione nel 1912.